# Llista d'aeroports de Letònia
La llista d'aeroports de Letònia inclou l'aeroport Internacional de Riga, que és l'aeroport internacional més important del país i l'aeroport més gran dels Estats bàltics. Aquest aeroport té vols directes a més de 80 destins en 30 països i és el principal centre d'AirBaltic. Hi ha també plans per a un més alt desenvolupament a diversos aeroports regionals, com l'aeroport de Jūrmala, Liepaja, Ventspils i l'aeroport Internacional de Daugavpils.

## Aeroports
Els noms que apareixen en negreta indiquen els aeroports amb servei regular de passatgers en línies aèries comercials.
| Ciutat / Localització | OACI | IATA | Nom de l'aeroport                    | Coordenades                                           |
| --------------------- | ---- | ---- | ------------------------------------ | ----------------------------------------------------- |
| Aeroports civils      | ŽŽ   | ŽŽ   | ŽŽ                                   | ŽŽ                                                    |
| Adazi                 | EVAD |      | Aeròdrom Adazi                       | 57° 05′ 54″ N, 024° 15′ 58″ E / 57.09833°N,24.26611°E |
| Daugavpils            | EVDA | DGP  | Aeroport Internacional de Daugavpils | 55° 56′ 33″ N, 026° 40′ 06″ E / 55.94250°N,26.66833°E |
| Liepāja               | EVLA | LPX  | Aeroport Internacional de Liepāja    | 56° 31′ 03″ N, 021° 05′ 49″ E / 56.51750°N,21.09694°E |
| Riga                  | EVRA | RIX  | Aeroport Internacional de Riga       | 56° 55′ 25″ N, 023° 58′ 16″ E / 56.92361°N,23.97111°E |
| Riga                  | EVRS |      | Aeroport Spilve                      | 56° 59′ 28″ N, 024° 04′ 30″ E / 56.99111°N,24.07500°E |
| Tukums                | EVJA |      | Aeroport de Jūrmala                  | 56° 56′ 32″ N, 023° 13′ 26″ E / 56.94222°N,23.22389°E |
| Ventspils             | EVVA | VNT  | Aeroport Internacional de Ventspils  | 57° 21′ 28″ N, 021° 32′ 39″ E / 57.35778°N,21.54417°E |
| Heliports             | ÿ    | ÿ    | ÿ                                    | ÿ                                                     |
| Lielvārde             | EVSM |      | Heliport M-Sola                      | 56° 39′ 56″ N, 024° 54′ 11″ E / 56.66556°N,24.90306°E |